# Carl Zeiss
Carl Zeiss, född 11 september 1816 i Weimar i Sachsen-Weimar-Eisenach, död 3 december 1888 i Jena i Sachsen-Weimar-Eisenach i Tyskland, var en tysk finmekaniker och optiker. Han grundade företaget Carl Zeiss i staden Jena 1846. Företaget kom tidigt att utvecklas till en av världens stora optiktillverkare och tillhör än idag de ledande.

## Biografi
Carl Zeiss var det femte av totalt tolv barn, av dessa dog sex i tidig ålder. 
Carl Zeiss far, Johann Gottfried August Zeiss (1785–1849), härstammade från Rastenberg där hans släkt hade verkat i över 100 år. Därifrån flyttade han med sina föräldrar till Buttstädt som ligger sex kilometer från Rastenberg och gifte sig. Brodern stannade i Buttstädt och tog över faders verkstad medan August Zeiss flyttade till Weimar som då var huvudstad i storhertigdömet Sachsen-Weimar-Eisenach. Här blev han en högt ansedd konstsvarvare (ty. Kunstdrechslermeister) som gjorde lyxartiklar till de rika av pärlemor, bärnsten, elfenben och andra råmaterial med hjälp av nyskapade maskiner. På så sätt kom han i kontakt med den blivande storhertigen Karl Fredrik av Sachsen-Weimar (1783–1853), son till Goethes vän Carl August (Sachsen-Weimar-Eisenach). Karl Fredrik av Sachsen-Weimar sysslade gärna med hantverk och ville lära sig konstsvarvning och fann sin läromästare i August Zeiss. De båda var goda vänner under 40 år. När familjen Zeiss son föddes 11 september 1816 tog arvprinsen fadderskapet och den nyfödde döptes till Carl Friedrich efter tronföljaren. Av syskonen nådde tre systrar och två bröder vuxen ålder.
Carl Zeiss mor Johann Antoinette Friedericke (1786–1856) var dotter till hovadvokaten och stadsfogden Johann Heinrich Schmith från Buttstädt, en liten ort norr och Weimar. Modern var vän med flera jurister, teologer och ett flertal kända personer, bland dem Goethes fru Christiane, läkaren Christoph Wilhelm Hufeland och diktaren Jean Paul och i senare generationer målaren Max Slevogt. 

### Utbildning
Då ett steg uppåt i samhället bara var möjligt genom utbildning skickade fadern sönerna att gå på gymnasium. De äldsta bröderna studerade därefter filologi och historia och utmärkte sig. Carl Zeiss däremot ådrog sig ett ljumskbråck och var tvungen att ständigt bära ett skydd. Faderns åsikt var att han inte skulle ägna något längre tid åt att sitta vid ett skrivbord. Carl Zeiss besökte därför gymnasiet i Weimar bara till det nästa sista året och kunde sedan avlägga en speciell studentexamen (Abitur) som gav honom möjlighet att studera vissa ämnen, först och främst naturvetenskapliga, på universitetet. Hans intresse för tekniska ting väcktes tidigt, och han gick redan under skoltiden på yrkesskolan i Weimar vid sidan av och beslöt sig för att bli mekaniker. Carl Zeiss gick till Jena där han började en lärotid hos hovmekanikern och privatdocenten Friedrich Körner (1778–1847). Hans läromästare var känd långt utanför sin hemort och i hans verkstad byggdes och reparerades apparater för Goethe.
Carl Zeiss var lärling hos Körner i fyra år och fick från det andra året på universitetet gå på en matematisk eller naturvetenskaplig föreläsning per termin. Därtill var han från maj 1835 inskriven som „stud. math.“ vilket hans avslutningsbetyg från gymnasiet i Weimar gav behörighet till. År 1838 avslutade Zeiss sin studietid och fick ett utmärkt utlåtande från Körner och ett avgångsbetyg med alla sina genomförda föreläsningar från universitetet. Vid den här tiden var ångmaskiner och lokomotiv något som hade stor dragningskraft på unga människor. Därför är det förståeligt att Zeiss efter sin lärotid kom att skänka extra uppmärksamhet åt maskinbyggandet. Åren 1838–1845 verkade han i Stuttgart, Darmstadt, Wien och Berlin. Man vet inget närmare om hans tid i Stuttgart, men Zeiss ska i Darmstadt ha verkat hos Hektor Rössler. Wien var vid denna tid Europas huvudstad för maskinbyggande och Zeiss verkade 1843 vid Rollé och Schwilqués maskinverkstad. Zeiss besökte varje söndag under sin tid i Wien föreläsningar om populär mekanik vid den tekniska avdelningen på det kungliga-kejserliga polytekniska institutet (K. K. Polytechnisches Institut). Zeiss gjorde där ett slutprov som han klarade utmärkt. Under det sista året i sina vandringsår var Zeiss i Berlin hos mekaniker. Under sin rundvandring koncentrerade sig Zeiss på mekanik, och optik ägnade sig han åt mest vid sidan av.

### Etablering i Jena
Carl Zeiss kom efter långa överläggningar till beslutet att han skulle gå tillbaka till sitt ursprungliga område, det vetenskapliga apparatbyggandet och att efter sina vandringsår bli självständig mekaniker i hemstaden Weimar. Men hans ansökan beviljades inte mot bakgrund att det redan fanns två mekanikerverkstäder i staden och att det saknades behov av en tredje. Den uppretade Zeiss var tvungen att hitta en ny ort för sitt skapande och valde Jena. Men också i Jena fick han ha stort tålamod med byråkratin inför realiserandet av sin plan. Framförallt krävdes ett uppehållstillstånd för Zeiss. Det fick man enklast genom att vara student. Zeiss immatrikulerade sig därför vid universitet och gick från november 1845 på matematiska och kemiska föreläsningar. Vid sidan av arbetade han som praktikant i ett fysiologiskt privatinstitut som grundats av professorer vid universitetet, där han byggde olika apparater.
Efter misslyckandet med sin första ansökan i Weimar förberedde Zeiss sin andra ansökan mycket noggrant och han var tvungen att motivera varför han ville stanna i just Jena. I Jena fanns nämligen också två verkstäder, förutom Körners också mekaniker Braunaus (1810–1860) verkstad, Braunau som också gått lära hos Körner. Slutligen kom Zeiss att avge en ansökan om koncession till att uppföra en mekanisk ateljé till delstatsdirektionen i Weimar 10 maj 1846. I ansökan visade han på det ökande behovet av mekaniska apparater och grundade sin önskan att verka i Jena med att ett nära samarbete med vetenskaperna var viktig.
Trots rekommendationer från ansedda professorer på Jenas universitet drog behandlingen av ansökan ut på tiden i Weimar. Zeiss var inte bara tvungen att vänta under den långa väntetiden utan han var också tvungen att göra skriftliga prov hos de Großherzogliche Oberbaubehörde till vilka han blev inbjuden till först under juli och som han klarade framgångsrikt under augusti. I november var myndighetsmaskinen klar och Zeiss fick koncessionen för att sälja mekaniska och optiska instrument och för uppförandet av en ateljé för mekanik i Jena (Tyska: "Konzession zur Fertigung und zum Verkauf mechanischer und optischer Instrumente sowie zur Errichtung eines Ateliers für Mechanik in Jena"). Mot betalning av en avgift och efter att ha avlagt en högtidlig ed blev han medborgare i Jena.
Öppnandet av verksamheten skedde 17 november 1846 med ett startkapital på 100 taler, som Zeiss bror Eduard, även han boende i Jena, stod för och som senare fadern August Zeiss ersatte. Till en början arbetade Carl Zeiss ensam, konstruerade, byggde och reparerade alla möjliga fysiska och kemiska instrument, där lupparna som slipades ur spegelglas, i början fick särskilt gehör. Bredvid sålde Zeiss glasögon, förstoringsglas, mikroskop, ritcirklar, termometrar, barometrar, vågar såväl som verktyg från andra tillverkare.
År 1847 påbörjade Zeiss tillverkningen av enkla mikroskop som snart skulle komma att bli en särskilt stor försäljningsframgång. De stod sig bra gentemot konkurrensen med Chevalier (Paris), Plössl (Wien) och hans egen läromästare Körner, då Zeiss mikroskop inte bara var billigare utan även bättre. Zeiss apparater utmärkte sig genom att fininställningen ställdes in med pelaren som bar optiken och inte som hos konkurrenterna genom att ställa in objektsbordet. Denna innovation var något som hyllades av användarna.
Affärerna gick så bra att Zeiss redan i början av 1847 kunde anställda en medarbetare och att han 1 juli 1847 kunde flytta in i en större verkstad. I augusti 1847 började den första lärlingen hos Zeiss, den då 17-årige August Löber (1830–1912) som under de kommande åren skulle bli en av de viktigaste medarbetarna, speciellt rörande tillverkningen av optiken, och senare fick han också del i vinsten. Sammanlagt tillverkade man under 1847 27 enklare mikroskop till ”utlandet”, kunder som bodde utanför storhertigdömets gränser. Men efter den snabba uppgången följde också snabbt en kris på grund av missväxter 1845 och 1846, handelskrisen 1847 och revolutionen 1848. Trots de ekonomiska svårigheterna hade Zeiss inom bara några år skaffat sig ett så bra rykte att han år 1850 fick ett intressant erbjudande av det då preussiska universitetet i Greifswald. Universitetsmekanikern Norbert hade flyttat till Barth och för att fylla luckan ville flera professorer på filosofiska fakulteten att Zeiss för en lön på 200 taler skulle överta posten som föreståndare. Men av detta blev inget, då den inflytelserika matematikern Grunert hatade alla gästarbetare. Han lyckades slutligen förhindra att posten besattes av en utlänning som Zeiss. Zeiss stannade därför i Jena.
Zeiss hushåll sköttes av systern Pauline fram till att Zeiss gifte sig med den elva år yngre prästdottern Bertha Schatter (1827–1850) från Neunhofen an der Orla 29 maj 1849. Hans unga fru dog 23 februari 1850 i barnsäng vid den första sonen Roderichs födelse. Gossebarnet överlevde dock och skulle senare arbeta i faderns firma. Den 17 maj 1853 gifte sig Zeiss för andra gången med Ottilie Trinkler (1819–1897), dotter till rektorn och senare präst i Triptis, som kunde uppvisa ett släktträd som gick tillbaka till Martin Luther. Hon födde sonen Karl Otto (1854–1925) och döttrarna Hedwig (1856–1935) och Sidonie (1861–1920).
Zeiss levde enkelt och alla pengar han tjänade gick tillbaka in i verksamheten. Under sin fritid utvecklades han till en stor bokfantast. Hans stora passion var också trädgårdsarbete, förädling av rosor var hans specialitet. Under Carl Zeiss levnad var släkten inte överens över hur familjenamnet skulle stavas. Förutom dagens form användes stavningar som Zeis, Zeyesz, Zeiß och till och med Zeus. För att få ett slut på denna osäkerhet enades sonen Roderich och Abbe först 1885 att skriva ”Zeiss”.

## Arbetsgivaren Carl Zeiss
Zeiss toppstyrde sin verkstad. Mikroskopen som inte höll hans krav på hög precision slog han själv sönder i städet med en hammare. I sådana fall och vid för långsamt arbetstempo vägrade han betala ut lön till dessa medarbetare. Trots detta fanns ett bra arbetsklimat. Till detta bidrog de årliga företagsutflykterna med häst och vagn och festligheter som Zeiss organiserade med företagets pengar. Förutom detta bjöd Zeiss gärna medarbetare hem till sin trädgård. Verksamheten var igång från sex på morgonen till 19. Om man räknar bort frukostpausen på 15 minuter och middagspausen på en timma var den dagliga arbetstiden 11 ¾ timmar. Löber fick som toppavlönad varje vecka 3 taler året 1856, medan andra medarbetare fick nöja sig med 2 ½ taler. Dock hade de flesta medarbetare i det då fortfarande lantliga Jena åtminstone en liten trädgård. När man hade mycket att göra i trädgården kunde man med tillstånd vara borta en dag från verkstaden.

### Förbättring av mikroskopet
I början fanns det ingen arbetsuppdelning vid mikroskoptillverkningen. Varje medarbetare byggde själv en apparat från början till slut och de första modellerna bar därför respektive medarbetares signatur. Bara delar som tog väldigt lång tid att tillverka som till exempel objektsbord levererades färdiga. Det första steget mot en arbetsdelning gjorde Zeiss 1857 då han gav Löber ledningen över den optiska avdelningen och samtidigt skilde den från den mekaniska. Varje verkstad hade naturligtvis sina speciella företagshemligheter som var mycket viktiga att skydda för utomstående, så även Zeiss. De bästa medarbetare som hade en inblick i företagshemligheterna, som till exempel Löber, blev insvurna till tystnad via en ed.
Från grundandet av verkstaden var botanikern Matthias Jakob Schleiden (1804–1881) en ständig rådgivare och stöttare och han uppehöll sig ofta timvis i verkstaden. Schleiden rådde Zeiss att lägga huvuddelen av tillverkningen på mikroskop då dessa var mycket efterfrågande hos den nya celläran. Schleiden hade ett personligt intresse av mikroskop som en av medgrundarna av denna teori. Därav kom de enkla mikroskopen att ständigt förbättras.

### Samarbete med Ernst Abbe
Då gick Zeiss tillbaka till en gammal tanke och ville tillverka objektiven med hjälp av beräkningar. Han letade därför på nytt efter assistans och valde denna gång fysikern Ernst Abbe (1840–1905) som verkade som privatdocent. Samarbetet mellan den då 50-åriga Zeiss och den 26-åriga Ernst Abbe började 3 juli 1866 och målet var en vattenimmersion, som skulle ha samma goda avbildningsegenskaper som de från Hartnack. Men innan detta kunde ske var man tvungna att modernisera optikframställningen, som inte gick utan motstånd från Löber och andra medarbetare som hellre ville behålla de gamla procedurerna.
Idén var att man skulle testa varje enskild lins noggrant innan man byggde ihop ett linssystem och därmed skulle produktionen bli effektivare. Ett förarbete till detta hade Löber redan gjort genom ett av honom uppfunnet provglas för att testa linsytor med hjälp av newtonringar. Visserligen hade Fraunhofer långt tidigare kommit till samma lösning, men denna hade inte nått fram till Jena. Abbe konstruerade en rad andra mätinstrument, till exempel för mätning av brännvidder och brytningsindicier (Brechungsindices). Resultatet av dessa vedermödor låg klart 1869. På utsidan hade mikroskopen knappt förändrat sig men genom den rationellare tillverkningen kunde man med samma personal framställa fler mikroskopobjektiv så att priset minskade med 25 %. Nu påbörjade Abbe sin egentliga uppgift, nämligen beräkningen av objektiven. Han fick till detta varje möjlig stöttning och den kunnigaste av medarbetarna i den optiska verkstaden, nämligen August Löber. 
Trots detta hade man många svårigheter att övervinna tills man äntligen under 1872 hade lyckats med arbetet. I katalog nr 19 om mikroskop och mikroskopiska sidoapparater heter det: Alla här uppförda mikroskopsystem är alla nykonstruerade efter teoretiskt beräknande av Herr Professor Abbe i Jena. („Die hier aufgeführten Mikroskop-Systeme sind sämtlich neuerdings auf Grund theoretischer Berechnung des Herrn Professor Abbe in Jena construiert.“) Kvalitén hos produkterna kunde nu inte överträffas av konkurrensen. Detta märktes dock även i prissättningen: 1871 kostade det bästa mikroskopet 127 taler, 1872 kostade toppmodellen 387 taler, alltså 1161 mark. Trots detta minskade inte beställningarna och under en församling av naturforskare och läkare i Leipzig hyllades de nya objektiven. Samtidigt hade man ytterligare moderniserat mikroskopframställningen.
Året 1883 rapporterade man om en särskilt stark affärsutveckling. Den nya katalogen, nr 26, var en inbunden, representativ bok på 80 sidor med 33 avbildningar. Katalogen trycktes i 5 000 exemplar och kostade fabriken 3-4 silvergroschen per styck. Den sparsamme Zeiss lade dock en del av kostnaden på återförsäljarna. En av dessa var särskilt aktiv, en man vid namn Baker i London, som ofta köpte 40 eller fler objektiv samtidigt. Samtidigt byggde Zeiss upp egna återförsäljningsställen i Tyskland och i utlandet.
Efter att man lyckats bygga mikroskopobjektiv med hjälp av beräkningar, kvarstod ett problem, nämligen produktionen av passande optiska glas. Dessa har hittills importerats från England, Frankrike och Schweiz och man var missnöjda med kvalitén, det ringa utbudet och förseningar. Därför fanns det poänger med att starta en egen tillverkning av optiska glas. Det kom därför mycket lägligt för Ernst Abbe då kemisten och glasfackmannen Otto Schott (1851–1935) 1879 tog kontakt med Abbe. Schott övertalades 1882 att flytta till Jena där Zeiss-verken uppförde ett glastekniskt laboratorium med statligt stöd. Här utvecklades först optiska glas och senare startades tillverkningen av dessa. Ur detta laboratorium skapades Jenaer Glaswerk Schott und Genossen, dagens Schott AG, med förutom Schott själv Carl Zeiss, Roderich Zeiss och Ernst Abbe som delägare.

### Ålderdom och död
I december 1885 fick Zeiss en lätt stroke som han kunde återhämta sig ifrån. Storhertigen utsåg Zeiss till bärare av Orden vom Weißen Falken i samband med hans 70-årsdag. Samma år, 1886, kom de apokromatiska mikroskopsobjektiven ut på marknaden. De var kröningen för de strävanden som Zeiss inspirerat till och som Abbe genomfört för att skapa exakta objektiv som gav en tidigare okänd avbildningskvalitet. Den ryska läkarkongressens medlemmar var så begeistrade av dessa att de nästa år utsåg Zeiss till hedersmedlem. Zeiss besökte de firanden som följde färdigställandet av det 10 000:e mikroskopet 24 september 1886, då alla anställda med fruar var inbjudna. Det var en storslagen fest som kom att vara ett samtalsämne i Jena under årtionden. Därefter kom Zeiss att snabbt tappa sina krafter. Efter flera slaganfall i slutet av 1888 dog han den 3 december samma år. 
Vid en värdering av hans verk måste man fastställa, att han visserligen införde några förbättringar på mikroskopen men att han själv inte uppfann något i grunden nytt. Viktigt var däremot att han såg till noggrannaste precision hos sig själv och hos sina medarbetare vid tillverkningen av mikroskop, och att han sökte kontakt med vetenskapsmän som var nyttiga och gav honom viktiga lärdomar för konstruktionen av hans mikroskop.
Hans största förtjänst var dock att han hölls fast vid sin idé om mikroskopobjektiv som skulle framställas med hjälp av beräkningar, och detta trots att hans och Barfuss försök misslyckades. När detta problem slutligen löstes av Abbe och inte av Zeiss själv så måste man ge Zeiss äran för att ha väckt Abbes intresse för optikräkning och för att ha gett Abbe varje möjlig materiellt stöd. Tillverkningen av objektiven var bara möjlig genom fackarbetare med en skolning att arbeta med yttersta precision, det som Zeiss alltid lagt stor möda på. Men viktigt var också den interna omorganisationen och omvandlingen av verkstaden till storindustri. Först detta gav förutsättningar att tillverka mikroskop i stor skala med hög precision. Den drivande kraften bakom detta var Abbe men med en bejakande och stödjande Zeiss. Konkurrerande företag som inte införde den beräknade optiken och övergick till storskalig produktion var dömda att misslyckas. Ernst Abbe ärade Zeiss förtjänster i ett flertal tal och gav Zeiss ett permanent minnesmärke genom sitt grundade av Carl-Zeiss-Stiftung.

## Utmärkelser
Asteroiden 851 Zeissia är uppkallad efter honom.